# Best Of – The Hit Collection 2001–2007
Best Of – The Hit Collection 2001–2007 – zawiera najlepsze i najbardziej popularne single, remixy oraz teledyski. Na "Best of" został umieszczony najnowszy singiel  The One który ukazał się tylko na płycie gramofonowej.

## Lista utworów

### CD 1
1. Turn The Tide – 04:04
2. skin – 04:08
3. Forgiven – 03:25
4. Forever In Love – 04:19
5. In Your Eyes – 03:34
6. Living My Life – 03:42
7. Why Worry – 02:57
8. Shallow Water – 03:12
9. Wild Horses – 03:50
10. Love Is An Angel – 03:24
11. Make It! – 03:12
12. Take Me Back – 03:19
13. Lay All Your Love On Me – 03:30
14. Half As Much – 03:16
15. The One – 03:17

### CD 2
- Remixy:

1. Turn The Tdie – Cj Stone Radio Edit 03:28
2. Forever In Love – Green Court Radio Edit 03:40
3. Living My Life – Groove Coverage RMX 06:23
4. Lay All Your Love On Me – Shaun Baker & Melino RMX 03:37
5. Why Worry – Noemi RMX 06:35
6. Love Is An Angel – Groove Coverage MIX 07:05

- Teledyski:

1. Turn The Tide
2. Living My Life
3. Lay All Your Love On Me
4. Shallow Water
5. Forgiven
6. Why Worry
7. Love Is An Angel